# Allodape ellioti
Allodape ellioti är en biart som beskrevs av Henri Saussure 1897. Allodape ellioti ingår i släktet Allodape och familjen långtungebin. Inga underarter finns listade i Catalogue of Life.